# Севернобохтанский язык

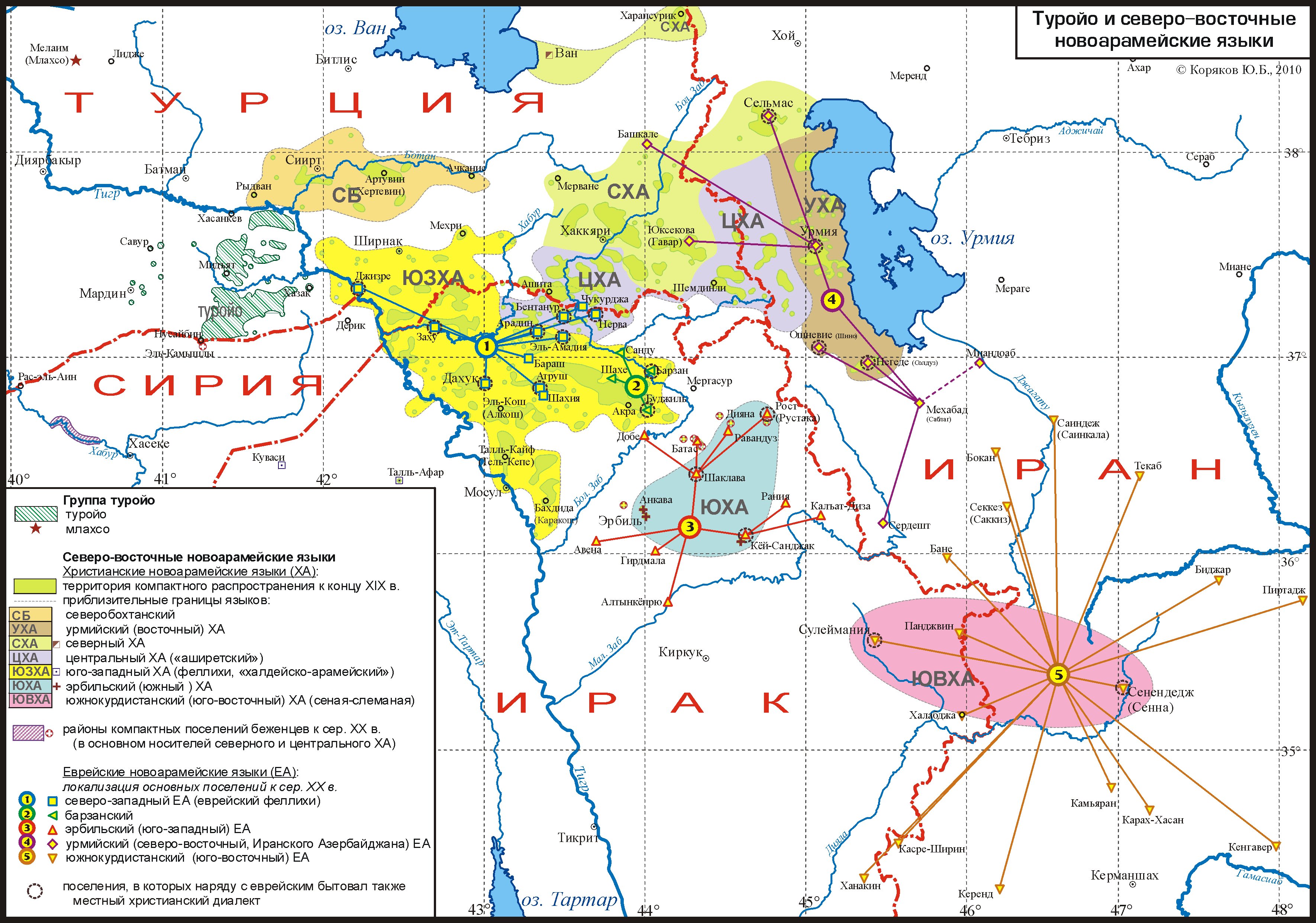
Распространение севернобохтанского языка (бежевым) среди других северо-восточных новоарамейских языков и туройо в нач. XX века.

Севернобохтанский язык (хертевинский; Hértevin) — один из новоарамейских языков, распространённый ранее на юго-востоке Турции, на севере исторической области Бохтан. Наиболее известен диалект деревни Артувин (Хертевин), которая дала одно из названий всему языку. Эта деревня входила в группу нескольких деревень, располагавшихся недалеко от города Первари на востоке провинции Сиирт. Другие диалекты этого языка известны из других деревень той же провинции: Эрух (Дех), Азир, Тахрам, Ширван, Зокайит, Бейкент и из деревни Ачканис на западе соседней провинции Ван.
Носители языка — христиане, принадлежат к Халдейской католической церкви.

## Классификация
Севернобохтанский язык входит в группировку северо-восточных новоарамейских языков, однако занимает там обособленное место, отличаясь наиболее сильно от всех остальных языков. Некоторые черты севернобохтанский делит с соседним арамейским же языком туройо, не входящим в северо-восточную группу.

## История исследования
Современной науке о северобохтанского известно в основном из двух источников.
Хертевинский диалект был обнаружен Отто Ястровом в 1970 году в традиционном месте их проживания, а спустя два года им было опубликовано первое описание этого диалекта. Позднее практически все жители деревни разъехались, в основном переселились на Запад, хотя не исключено, что отдельные носители ещё могут оставаться в Хертевине.
Другие сохранившиеся носители этого диалекты были обнаружены в деревне Гардабани (Грузия), куда они переселились в 1950-х годах из Азербайджана, а туда в свою очередь они бежали из Турции во время Ассирийского геноцида, из деревень Рума, Швата и Борб, располагавшихся недалеко от деревни Хертевин. Его описание было опубликовано Сэмюэлем Фоксом в 2002 году. Хотя сам Фокс эксплицитно пишет о том, что описываемый диалект очень близок хертевинскому, в Ethnologue эти две разновидности фактически одного языка включены под разными входами без каких-либо отсылок друг между другом.
По сведениям, приводимым Сандерсом (J.C.J. Sanders), до недавнего времени ассирийское население жило как минимум в 10 сёлах в долине реки Серкехниро (Sarhal): Артувин, Юхары-Артувин, Факыран, Рабенукян, Серхал, Рубар, Магес, Хекедан, Кеверюк, Гинне, Килис и Симана. В 1994 году жители этих деревень были насильственно переселены и многие из них покинули страну.

## Список селений
- Артувин (Хертевин; Hértevin /'hɛrtəvən/, тур. Ekindüzü, Hertvinler/Artvan, курд. Härtəvən)
- Рума (Ruma)
- Швата (Shvata)
- Борб (Borb)
- Umraya
- Джинит (Jinet, тур. Bağpınar, Cinit/Cennet)
- Berinci
- Yukarı Diran

В южной части исторического Бохтана (ныне провинция Ширнак) также находилось немало ассирийских деревень, но речь их жителей относилась в основном к северным диалектам юго-западного христианско-арамейского языка.